# Фильм Запрудера

228-й кадр фильма. Президент ранен в шею.

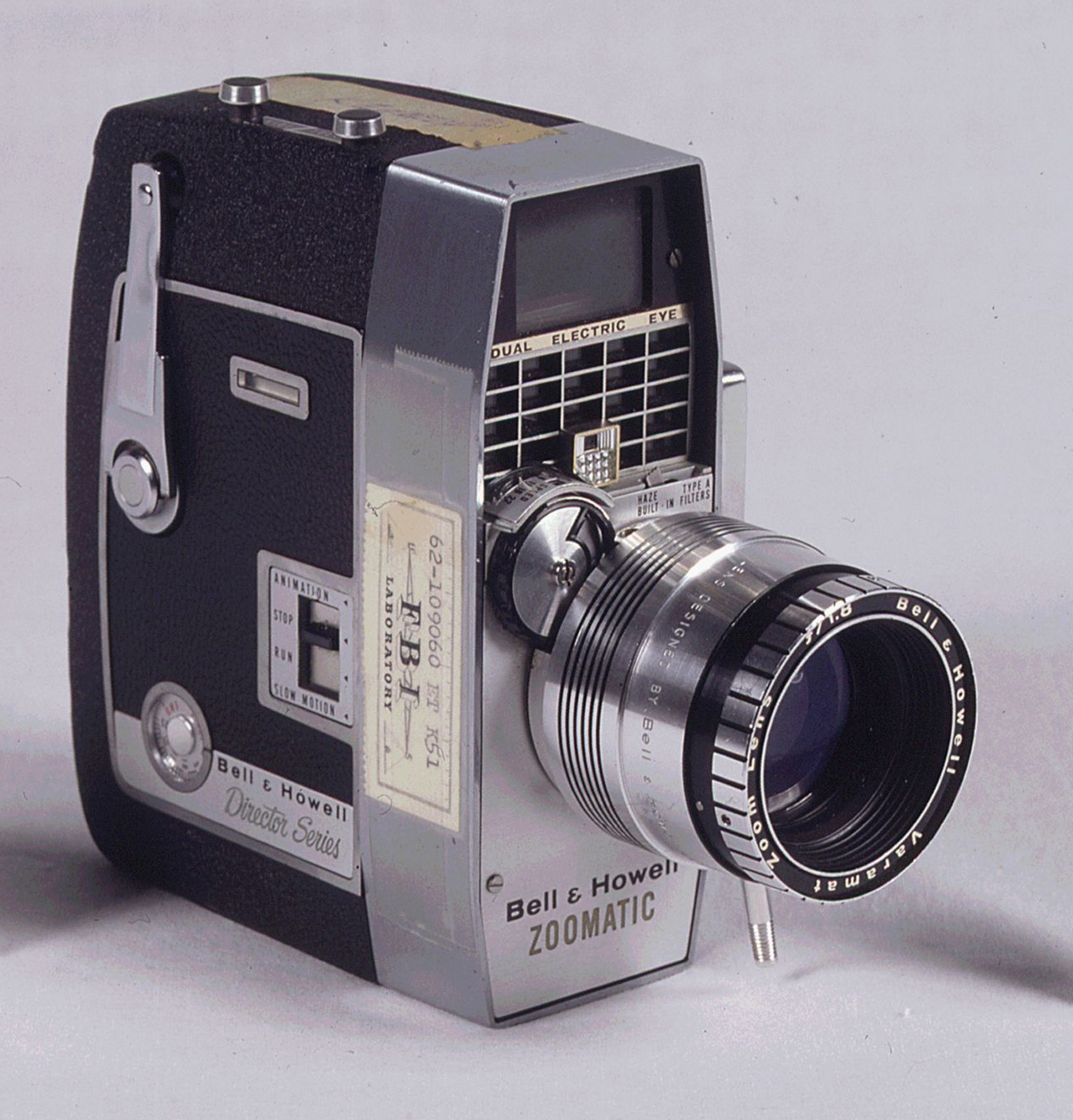
Кинокамера Bell & Howell Zoomatic Model 414 PD, которой был снят фильм

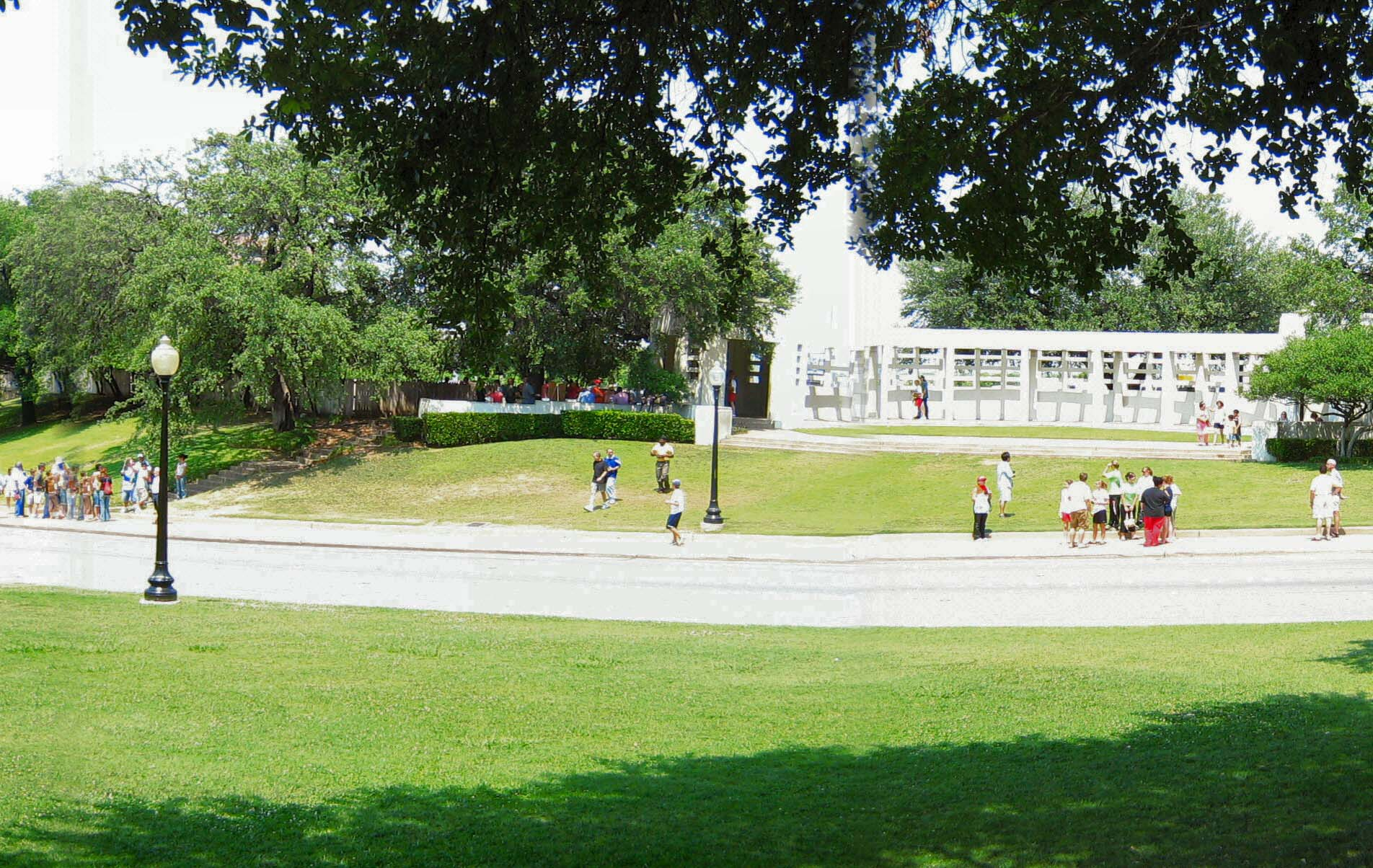
Место съёмки. Запрудер стоял на ступенях белой бетонной колоннады, в левой её части, кортеж двигался мимо него справа налево.

Запрудер и Сицман в момент покушения (в правом верхнем углу, обведены жёлтым) на снимке Мери Мурмен, 315-316-й кадр фильма Запрудера

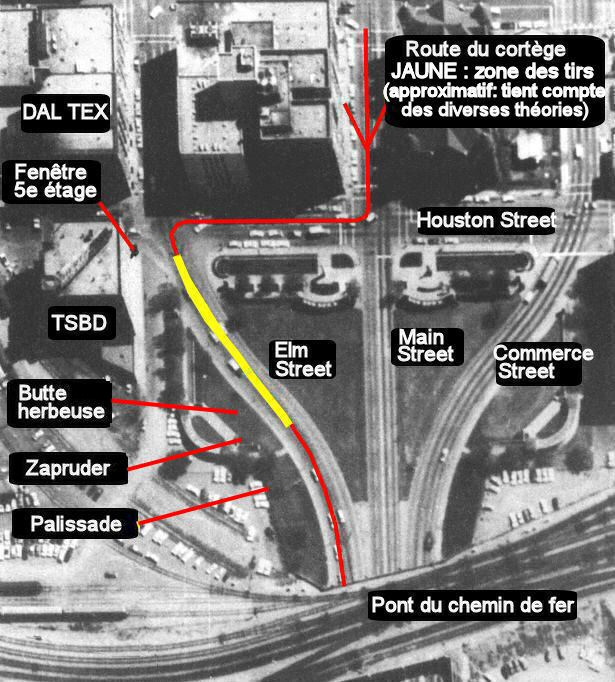
Аэроснимок района Дили-плаза с указанием позиции Запрудера и маршрута кортежа. TSBD — здание книгохранилища. Dal Tex — «Дал-Текс-билдинг», здание, где находился офис Запрудера. Жёлтая линия — участок обстрела.

Фильм Запрудера (англ. Zapruder film) — 26-секундный любительский документальный кинофильм, снятый Абрахамом Запрудером (англ. Abraham Zapruder) в Далласе в день убийства Джона Кеннеди 22 ноября 1963 года. На плёнке запечатлено движение президентского автомобиля по улице Элм-стрит от перекрестка с Хьюстон-стрит и до железнодорожного виадука, то есть на всём участке, где произошел обстрел. Лента Запрудера — самая подробная из сохранившихся съёмок убийства Кеннеди, отчего она является одним из важнейших вещественных доказательств по делу и служит своеобразной временно́й шкалой событий — для других фотокиноматериалов с места покушения принято указывать, какому кадру фильма Запрудера они соответствуют.
В 1994 году Библиотека Конгресса внесла фильм Запрудера в Национальный реестр фильмов, куда включаются фильмы, имеющие «культурное, историческое или эстетическое значение».

## История плёнки
22 ноября 1963 года около 12 часов дня далласский бизнесмен Запрудер, большой поклонник президента Кеннеди, вышел из офиса своей компании в здании «Дал-Текс» вместе со своей секретаршей Мерилин Сицман (Marilyn Sitzman, 1939—1993) на травяной холм у пересечения Элм-стрит и Хьюстон-стрит, чтобы увидеть проезд президентского кортежа по Далласу. Запрудер занял позицию на возвышении — на парапете стоящей на холме колоннады — и смог снять, как автомобиль президента проезжает от поворота с Хьюстон-стрит до железнодорожного виадука. Как раз на этом отрезке машина была обстреляна и президент был смертельно ранен. Как рассказала Сицман, Запрудер, сообразив, что же он снял, опустил камеру и закричал: «Его убили!».
Возвращаясь в офис, Запрудер рассказал о своей съёмке репортёру газеты «Даллас Морнинг Ньюс» Маккормику. Тот пригласил в офис Запрудера своего знакомого — старшего специального агента Секретной службы США по округу Даллас Форреста Соррелза (Соррелз ехал в президентском кортеже в «ведущей» машине, прямо перед машиной Кеннеди). Запрудер согласился передать фильм Соррелзу под обещание, что он будет использоваться только в целях расследования. В тот же день плёнку Запрудера проявили в далласском отделении «Кодак», а в кинокомпании Jamieson Film Company с неё изготовили три копии. Оригинал и одна из копий остались у Запрудера, две другие копии были переданы управлению Секретной службы в Далласе.
Через несколько дней популярный еженедельный журнал «Лайф» выкупил оригинальную плёнку за 150 000 долларов. Первый платёж в 25 000 долларов Запрудер перечислил вдове и детям полицейского Дж. Д. Типпита, которого застрелил Освальд в день убийства Кеннеди.
Около тридцати чёрно-белых кадров фильма были опубликованы в номере «Лайфа» от 29 ноября. Цветные снимки выходили в специальном номере от 7 декабря, посвящённом памяти Кеннеди, в номере от 2 октября 1964 года (в статье об отчёте комиссии Уоррена) и в номерах от 25 ноября 1966 года и 24 ноября 1967 года.
Запрудер настоял, чтобы кадр 313, на котором видно, как разваливается голова президента, не публиковался.
С 1966 года анализом фильма Запрудера и других фотокиноматериалов с места покушения на Дж. Кеннеди занимался Ричард Спраг, специалист по информационным технологиям, долгое время сотрудничавший с правоохранительными органами США в качестве эксперта. Выводы, к которым пришёл Спраг, кардинально отличаются от официальной версии. Сопоставив фильм Запрудера с другими фото- и киноматериалами, Спраг обнаружил признаки не двух-трёх, а шести выстрелов, притом с трёх разных направлений, и ни один из них не был произведен с предполагаемой позиции Освальда.
В октябре 1992 года президент Джордж Буш подписал Закон о сборе материалов, относящихся к убийству Джона Кеннеди (англ. President John F. Kennedy Assassination Records Collection Act of 1992), который предусматривал сохранение в Национальном управлении архивов всех материалов, относившихся к убийству Кеннеди. Все материалы, в том числе оригинал фильма Запрудера, становились собственностью государства. Наследники Запрудера (сам он умер в 1970 году от рака желудка) обращались в Управление с просьбой вернуть им плёнку, но им было отказано. Они сохранили только авторские права. В 1999 году наследники передали права на фильм вместе с одной из первых копий «Музею шестого этажа на Дили-Плаза» в Далласе, посвящённому Джону Кеннеди и расположенному в здании книгохранилища, откуда стрелял Освальд.
В 1998 году семья Запрудера издала фильм с подборкой дополнительных материалов на DVD под названием «Image of an Assassination — A New Look at the Zapruder Film». Издание осуществила чикагская фирма MPI Media Group.
Существуют конспирологические теории, по которым фильм Запрудера подделан частично или даже полностью. Впрочем, специалисты однозначно признали фильм подлинным.

## Технические сведения
Фильм Запрудера снят на цветную обращаемую киноплёнку 2×8 мм Kodachrome II с фактической частотой 18,3 кадра в секунду (номинально — 16 кадр/с), без звука. Фильм состоит из 486 кадров, продолжительность — 26,6 с. На тот же ролик плёнки Запрудер за несколько дней до 22 ноября снял сцены из жизни своей семьи. Плёнка была разрезана на две 8-мм ленты после обработки.
Использовалась любительская кинокамера Bell&Howell 414PD Director Series с пружинным приводом и автоматической установкой экспозиции. Объектив переменного фокусного расстояния Bell&Howell Varamat 1,8/9-27 мм. Эта модель была старшей в линейке любительских камер Bell & Howell. Запрудер купил камеру в ноябре 1962 года в магазине Peacock Jewelry на той же Элм-стрит, где через год сделал свою знаменитую съёмку.
Запрудер снимал с парапета колоннады на травяном холме по Элм-стрит, между перекрестком с Хьюстон-стрит и железнодорожным виадуком, справа по ходу кортежа, находясь примерно в 20 м от середины улицы. Между 131 и 133 кадром он сделал перерыв в съёмке, дожидаясь, когда проедут мотоциклисты и президентский автомобиль повернет на Элм-стрит. Машина Кеннеди впервые появляется на кадре № 133. Собственно обстрел президентской машины снят на кадрах со 189 по 313. Часть изображения на плёнке попала на область перфорации; это особенность камеры, размер кадра в ней больше стандартного.

## Другие фильмы
Известно несколько других кинолент, снятых в момент убийства: «фильм Никса», «фильм Мэри Мачмор», «фильм Белла». Каждый из них в отдельности менее информативен, чем фильм Запрудера.